# 海福爾斯 (紐約州)
海福爾斯（英語：High Falls）是位於美國紐約州阿爾斯特縣的普查規定居民點。

## 人口
根據2020年美國人口普查的數據，海福爾斯的面積為4.38平方千米，皆為陸地。當地共有人口700人，而人口密度為每平方千米159.82人。